# Kennebunkport
Kennebunkport ist eine Town im York County im US-Bundesstaat Maine. Im Jahr 2020 lebten dort 3629 Einwohner in 2970 Haushalten auf einer Fläche von 89,5 km².
Bekannt ist Kennebunkport als der Sommersitz des ehemaligen US-amerikanischen Präsidenten George H. W. Bush.

## Geographie
Nach dem United States Census Bureau hat Kennebunkport eine Gesamtfläche von 56,9 km², von der 53,4 km² Land sind und 3,5 km² aus Gewässern bestehen.

### Geographische Lage
Kennebunkport liegt im Südosten des York Countys am Atlantischen Ozean. Zum Gebiet der Town gehören auch einige Inseln. Die bekannteren sind: Stage Island, Timber Island und Trott Island. Zentral im Gebiet fließt der Batson River in südlicher Richtung und mündet im Atlantischen Ozean, ebenso der Kennebunk River der die südliche Grenze des Gebietes bildet. Es gibt keine größeren Seen auf dem Gebiet das zudem eher eben, ohne größere Erhebungen ist.

### Nachbargemeinden
Alle Entfernungen sind als Luftlinien zwischen den offiziellen Koordinaten der Orte aus der Volkszählung 2010 angegeben.
- Norden: Biddeford, 8,6 km
- Südwesten: Kennebunk, 10,1 km
- Westen: Arundel, 11,3 km

### Stadtgliederung
In Kennebunkport gibt mehrere Siedlungsgebiete: Adams Corner, Arundel, Beachwood, Beacon Corner, Cape Porpoise, Clock Farm Corner, Crescent Surf, Goose Rocks Beach, Kennebunkport, Millers Crossing, Turbats Creek und Wildes District.

### Klima
Die mittlere Durchschnittstemperatur in Kennebunkport liegt zwischen −6,1 °C (21 °F) im Januar und 20,6 °C (69 °F) im Juli. Damit ist der Ort gegenüber dem langjährigen Mittel der USA um etwa 9 Grad kühler. Die Schneefälle zwischen Oktober und Mai liegen mit bis zu zweieinhalb Metern mehr als doppelt so hoch wie die mittlere Schneehöhe in den USA; die tägliche Sonnenscheindauer liegt am unteren Rand des Wertespektrums der USA.

## Geschichte
Zunächst Arundel genannt, wurde das Gebiet im Sommer bereits ab 1602 von Fischern besucht. Die durchgehende Besiedlung begann 1629 mit Richard Vines. Seit 1653 Maine zugehörig, wurde das Gebiet am 5. Juli 1653 unter dem Namen Cape Porpoise als Town organisiert. Durch Überfälle der Indianer wurden die ersten europäischen Siedler vertrieben und ab 1718 wurde das Gebiet unter dem Namen Arundel erneut besiedelt. Der Name wurde 1821 in Kennebunkport geändert.
Am 1. April 1915 wurde der nördliche Teil des Gebietes als eigenständige Town zunächst unter dem Namen North Kennebunkport von Kennebunkport abgespalten und organisiert. Der Name wurde 1957 in Arundel geändert.
Mitte des 19. Jahrhunderts lebte der US-Repräsentant Joshua Herrick in Kennebunkport, wo er auch eng in die Stadtverwaltung eingebunden war. Zu den bekannten Einwohnern von Kennebunkport gehörten die Schriftsteller Booth Tarkington und Kenneth L. Roberts. Auch der Präsidenten George H. W. Bush hatte ein Sommerhaus in Kennebunkport. Sein Sohn Präsident George W. Bush besuchte ebenfalls die Town.
Das Stadtzentrum befindet sich am Kennebunk River, etwa eineinhalb Kilometer von dessen Mündung in den Atlantik. Ursprünglich ein Fischer- und Schiffsbauerdorf, ist es seit über einem Jahrhundert ein beliebtes Seebad. Das prominente Ferienziel der Wohlhabenden gilt als einer der teuersten Ferienorte im Nordosten der USA.

## Einwohnerentwicklung
| Volkszählungsergebnisse – Town of Kennebunkport, Maine | Volkszählungsergebnisse – Town of Kennebunkport, Maine | Volkszählungsergebnisse – Town of Kennebunkport, Maine | Volkszählungsergebnisse – Town of Kennebunkport, Maine | Volkszählungsergebnisse – Town of Kennebunkport, Maine | Volkszählungsergebnisse – Town of Kennebunkport, Maine | Volkszählungsergebnisse – Town of Kennebunkport, Maine | Volkszählungsergebnisse – Town of Kennebunkport, Maine | Volkszählungsergebnisse – Town of Kennebunkport, Maine | Volkszählungsergebnisse – Town of Kennebunkport, Maine | Volkszählungsergebnisse – Town of Kennebunkport, Maine |
| Jahr                                                   | 1800                                                   | 1810                                                   | 1820                                                   | 1830                                                   | 1840                                                   | 1850                                                   | 1860                                                   | 1870                                                   | 1880                                                   | 1890                                                   |
| ------------------------------------------------------ | ------------------------------------------------------ | ------------------------------------------------------ | ------------------------------------------------------ | ------------------------------------------------------ | ------------------------------------------------------ | ------------------------------------------------------ | ------------------------------------------------------ | ------------------------------------------------------ | ------------------------------------------------------ | ------------------------------------------------------ |
| Einwohner                                              |                                                        |                                                        |                                                        | 2763                                                   | 2768                                                   | 2706                                                   | 2668                                                   | 2372                                                   | 2405                                                   | 2196                                                   |
| Jahr                                                   | 1900                                                   | 1910                                                   | 1920                                                   | 1930                                                   | 1940                                                   | 1950                                                   | 1960                                                   | 1970                                                   | 1980                                                   | 1990                                                   |
| Einwohner                                              | 2123                                                   | 2130                                                   | 1431                                                   | 1284                                                   | 1448                                                   | 1522                                                   | 1851                                                   | 2160                                                   | 2952                                                   | 3356                                                   |
| Jahr                                                   | 2000                                                   | 2010                                                   | 2020                                                   | 2030                                                   | 2040                                                   | 2050                                                   | 2060                                                   | 2070                                                   | 2080                                                   | 2090                                                   |
| Einwohner                                              | 3720                                                   | 3474                                                   | 3629                                                   |                                                        |                                                        |                                                        |                                                        |                                                        |                                                        |                                                        |

## Kultur und Sehenswürdigkeiten

### Museen
Das Seashore Trolley Museum ist nach eigenen Angaben das älteste und größte Museum für Fahrzeuge des ÖPNV der Welt. Der Hauptanteil der ausgestellten Objekte besteht in Straßenbahnen, es werden aber auch U-Bahnwagen, Oberleitungsbusse und Omnibusse gezeigt. Eigentümerin und zugleich Betreiberin des Museums ist die gemeinnützige New England Electric Railway Historical Society (NEERHS).

### Bauwerke
In Kennebunkport wurden mehrere Bauwerke, historische Stätten und Distrikte unter Denkmalschutz gestellt und ins National Register of Historic Places aufgenommen.
- Cape Arundel Summer Colony Historic District, 1984 unter der Register-Nr. 84001549.[9]
- Kennebunkport Historic District, 1976 unter der Register-Nr. 76000121.[10]

- Arundel Golf Club, 2009 unter der Register-Nr. 09000879.[11]
- Clock Farm, 1982 unter der Register-Nr. 82000792.[12]
- Abbott Graves House, 1980 unter der Register-Nr. 80000261.[13]
- Kennebunk River Club, 1975 unter der Register-Nr. 75002169.[14]
- Capt. Nathaniel Lord Mansion, 1973 unter der Register-Nr. 73000157.[15]
- Maine Trolley Cars, 1980 unter der Register-Nr. 80000262.[16]
- Perkins Tide Mill, 1973 unter der Register-Nr. 73000160.[17]
- U.S. Customhouse, 1974 unter der Register-Nr. 74000323.[18]

### Sehenswürdigkeiten

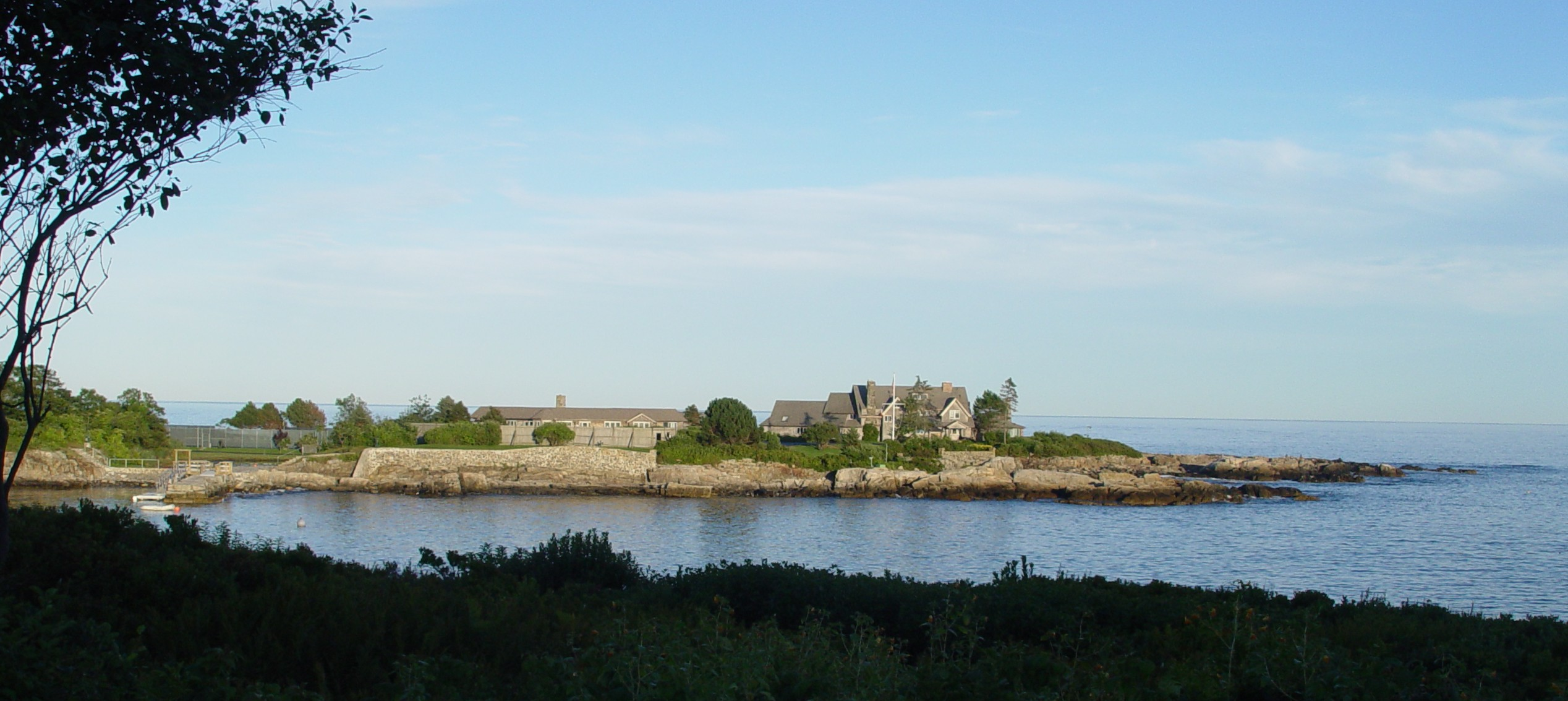
Das Bush-Anwesen am Atlantik

Kennebunkport hat ein kleines Viertel mit Souvenirläden, Kunstgalerien, Restaurants und Pensionen. Seit 1939 existiert in der Stadt das Seashore Trolley Museum, das Massentransportmittel aus mehreren Jahrzehnten ausstellt.
Weitere Sehenswürdigkeiten im Ortskern sind die First Congregational Church sowie das Notts House. Der schönste Sandstrand ist der Goose Rocks Beach nördlich von Walkers Point, dem Sommerhaus der Präsidentenfamilie George H. W. Bush.

## Wirtschaft und Infrastruktur

### Verkehr
Die Maine State Route 9 verläuft in nordsüdlicher Richtung durch Kennebunkport und verbindet es mit Biddeford und Kennebunk.

### Öffentliche Einrichtungen
Das Southern Maine Medical Center stellt mit seinen mehr als 220 Betten die medizinische Versorgung von Biddeford und Umgebung sicher.

### Bildung
Kennebunkport gehört mit Arundel und Kennebunk zum RSU 21.
Es werden folgende Schulen angeboten:
- Kennebunk Elementary School in Kennebunk mit Schulklassen von Pre-Kindergarten bis zum 2. Schuljahr
- Sea Road School in Kennebunk mit Schulklassen vom 3. bis 5. Schuljahr
- The Middle School of the Kennebunks in Kennebunk mit Schulklassen vom 6. bis 8. Schuljahr
- Kennebunk High School in Kennbunk mit Schulklassen vom 9. bis 12. Schuljahr
- Kennebunkport Consolidated School in Kennebunkport mit Schulklassen von Kindergarten bis 5. Schuljahr
- The Mildred L. Day School in Arundel mit Schulklassen von Kindergarten bis 5. Schuljahr

## Persönlichkeiten

### Söhne und Töchter der Stadt
- George Clement Perkins (1839–1923), 14. Gouverneur von Kalifornien und Senator
- Kenneth Roberts (1885–1957), Schriftsteller und Journalist
- Ellen Noble (* 1995), Cyclocrossfahrerin

### Persönlichkeiten, die vor Ort gewirkt haben
- Joshua Herrick (1773–1874), Politiker
- Prescott Bush (1895–1972), Politiker und Geschäftsführer der Wall-Street-Bank Brown Brothers Harriman.
- Karl Rankin (1898–1991), Diplomat, Botschafter in Taiwan und Sozialistischen Föderativen Republik Jugoslawien
- Margarete Seeler (1909–1996), Emailkünstlerin, Goldschmiedin, Grafikerin, Malerin und Autorin
- John Maury Allin (1921–1998), Oberhaupt der Episcopal Church in the USA
- George H. W. Bush, 41. Präsident der Vereinigten Staaten
- Jane Morgan (* 1924), Popsängerin